# Piox
Piox of Pioxus (Bologna, 1134 – Oxford, 1199) was bijna veertig jaar decaan van een van de eerste universiteiten van Europa, de universiteit van Bologna. Hij werd bekend als de eerste Europese decaan die eigen geleerden uitruilde met andere universiteiten.
Nadat in 1158 met de rijksdag in Roncaglia de universiteit van Bologna (gesticht 1088) autonoom werd door te bevestigen dat keizer Barbarossa zijn gezag aan het Corpus Iuris kon ontlenen, trad een periode van grote wetenschappelijke bloei in. Deze eerste universiteit van Europa, met de bijnaam Alma Mater Studiosorum, werd vanaf 1160 geleid door Piox, de vijfde leerling van de grondlegger van de universiteit, Irnerius. De andere leerlingen waren: Martinus, Bulgarus, Hugo en Jacobus. Piox blonk uit door zijn talenkennis, reislust en diplomatieke kwaliteiten.
Piox ontving leraren voor zijn universiteit uit de ongeveer gelijktijdig gestichte universiteiten van Montpellier en Salerno. Tezelfdertijd stuurde hij zijn eigen geleerden naar deze jonge universiteiten om er zowel te doceren als leiding te geven en de organisatie te verbeteren. Door de universiteiten persoonlijk te bezoeken, wist hij vele geleerden voor kortere of langere tijd naar het intellectueel en klimatologisch aantrekkelijke Bologna te halen. Mede door het succes van deze door Piox ingezette uitwisseling herleefde via de universiteit van Bologna het Romeinse recht in de middeleeuwen. Decaan Piox wordt enkele keren genoemd in zowel Romeinse bronnen (Bologna, Salerno), als in de annalen van de universiteit van Montpellier. Piox zou kort na aankomst in Oxford, waar enkele jaren eerder het eerste College was gesticht, aan een longaandoening zijn gestorven (1199).